# Pringi, Harjumaa
För andra betydelser, se Pringi.
Pringi är en ort i Estland. Den ligger i Viimsi kommun och landskapet Harjumaa, i den nordvästra delen av landet, 12 km norr om huvudstaden Tallinn. Pringi ligger 9 meter över havet och antalet invånare är 603.
Terrängen runt Pringi är platt. Havet är nära Pringi åt nordväst. Runt Pringi är det mycket tätbefolkat, med 2 345 invånare per kvadratkilometer. Närmaste större samhälle är Tallinn, 11,6 km söder om Pringi.